# صاحب العبدالله
صاحب العبدالله (انگلیسی: Saheb Al-Abdullah؛ زادهٔ ۲۱ ژوئن ۱۹۷۷) یک ورزشکار اهل عربستان سعودی است.
از باشگاه‌هایی که در آن بازی کرده‌است می‌توان به باشگاه فوتبال الاهلی عربستان سعودی، باشگاه فوتبال نجران عربستان سعودی، و تیم ملی فوتبال عربستان سعودی اشاره کرد.
وی همچنین در تیم ملی فوتبال عربستان سعودی بازی کرده است.